# Youri Toloubeïev
Youri Vladimirovitch Toloubeïev (en russe : Юрий Владимирович Толубеев), né le 1er mai 1906 à Saint-Pétersbourg dans l'Empire russe et mort le 28 décembre 1979 à Léningrad (Union soviétique), est un acteur soviétique et russe.

## Filmographie partielle
- 1937 : Le Retour de Maxime (Возвращение Максима) de Grigori Kozintsev et Leonid Trauberg
- 1938 : L'Homme à la carabine (Человек с ружьём) de Sergueï Ioutkevitch
- 1939 : Maxime à Vyborg (Выборгская сторона) de Grigori Kozintsev et Leonid Trauberg
- 1940 : Sverdlov (Яков Свердлов) de Sergueï Ioutkevitch
- 1945 : Le Tournant décisif (Великий перелом) de Fridrikh Ermler
- 1947 : Pirogov (Пирогов) de Grigori Kozintsev
- 1949 : La Bataille de Stalingrad (Сталинградская битва) de Vladimir Petrov
- 1951 : Belinski (Белинский) de Grigori Kozintsev
- 1952 : Le Revizor (Ревизор) de Vladimir Petrov
- 1955 : Histoire inachevée (Неоконченная повесть) de Fridrikh Ermler
- 1957 : Don Quichotte (Дон Кихот) de Grigori Kozintsev
- 1959 : Le Manteau (Шинель) de Alexeï Batalov
- 1961 : L'Horizon (Горизонт) de Iossif Kheifitz
- 1964 : Hamlet (Гамлет) de Grigori Kozintsev
- 1968 : Interventsia (Интервенция) de Guennadi Poloka
- 1968 : Frapper! Frapper encore! (Удар! Ещё удар!) de Viktor Sadovski (ru) : Pr Vakhramov
- 1972 : Le Bien de la République (Достояние республики) de Vladimir Bytchkov

## Récompenses et nominations

### Récompenses
- 1956 : Artiste du peuple de l'URSS